# عضيض كحيلياني
عضيض كحيلياني (الاسم العلمي:Urospermum echioides) هو نوع غير مؤكد من النباتات يتبع جنس العضيض من الفصيلة النجمية.